# Vilanova de Prades
Vilanova de Prades
Vilanova de Prades là một đô thị thuộc tỉnh Tarragona trong cộng đồng tự trị Catalonia, phía bắc Tây Ban Nha. Đô thị này có diện tích là 21,51 ki-lô-mét vuông, dân số năm 2009 là 144 người với mật độ 6,69 người/km². Đô thị này có cự ly km so với Tarragona.